# Ewa Pielach
Ewa Pielach-Mierzyńska (ur. 30 stycznia 1951 w Warszawie) – polska aktorka filmowa i serialowa. Znana m.in. z roli Pućki w filmie Dziewczyny do wzięcia Janusza Kondratiuka (1972).